# Austin Carr
Austin George Carr (Washington, 10 marzo 1948) è un ex cestista statunitense, professionista nella NBA.
Attualmente è il commentatore tecnico delle partite dei Cleveland Cavaliers per Fox Sports Ohio.

## Carriera
Venne selezionato dai Cleveland Cavaliers al primo giro del Draft NBA 1971 (1ª scelta assoluta).

## Statistiche

### NBA

#### Regular Season
| Anno      | Squadra             | PG  | PT | MP   | TC%  | 3P%  | TL%  | RP  | AP  | PRP | SP  | PP   |
| --------- | ------------------- | --- | -- | ---- | ---- | ---- | ---- | --- | --- | --- | --- | ---- |
| 1971-1972 | Cleveland Cavaliers | 43  | -  | 35,8 | 42,6 | -    | 76,0 | 3,5 | 3,4 | -   | -   | 21,2 |
| 1972-1973 | Cleveland Cavaliers | 82  | -  | 37,8 | 44,6 | -    | 82,2 | 4,5 | 3,4 | -   | -   | 20,5 |
| 1973-1974 | Cleveland Cavaliers | 81  | -  | 38,3 | 44,5 | -    | 85,6 | 3,6 | 3,8 | 1,1 | 0,2 | 21,9 |
| 1974-1975 | Cleveland Cavaliers | 41  | -  | 26,4 | 46,8 | -    | 84,0 | 2,6 | 3,8 | 1,2 | 0,0 | 14,5 |
| 1975-1976 | Cleveland Cavaliers | 65  | -  | 19,7 | 44,2 | -    | 79,1 | 2,0 | 1,9 | 0,6 | 0,0 | 10,1 |
| 1976-1977 | Cleveland Cavaliers | 82  | -  | 29,4 | 45,7 | -    | 79,5 | 2,9 | 2,7 | 0,7 | 0,1 | 16,2 |
| 1977-1978 | Cleveland Cavaliers | 82  | -  | 26,7 | 43,8 | -    | 81,3 | 2,3 | 2,7 | 0,8 | 0,2 | 12,3 |
| 1978-1979 | Cleveland Cavaliers | 82  | -  | 33,1 | 47,5 | -    | 81,6 | 3,5 | 2,6 | 0,9 | 0,2 | 17,0 |
| 1979-1980 | Cleveland Cavaliers | 77  | -  | 20,7 | 46,5 | 33,3 | 73,8 | 2,1 | 1,9 | 0,5 | 0,0 | 11,8 |
| 1980-1981 | Dallas Mavericks    | 8   | -  | 9,6  | 25,0 | -    | 50,0 | 1,1 | 1,1 | 0,1 | 0,0 | 2,0  |
| 1980-1981 | Washington Bullets  | 39  | -  | 14,9 | 38,8 | 0,0  | 64,0 | 1,3 | 1,3 | 0,4 | 0,1 | 4,9  |
| Carriera  | Carriera            | 682 | -  | 28,8 | 44,9 | -    | 80,4 | 2,9 | 2,8 | 0,8 | 0,1 | 15,4 |

#### Playoffs
| Anno     | Squadra             | PG | PT | MP   | TC%  | 3P% | TL%  | RP  | AP  | PRP | SP  | PP   |
| -------- | ------------------- | -- | -- | ---- | ---- | --- | ---- | --- | --- | --- | --- | ---- |
| 1976     | Cleveland Cavaliers | 13 | -  | 21,0 | 47,8 | -   | 61,1 | 1,8 | 2,0 | 0,5 | 0,2 | 11,8 |
| 1977     | Cleveland Cavaliers | 3  | -  | 27,7 | 28,2 | -   | 33,3 | 3,3 | 3,3 | 0,7 | 0,3 | 7,7  |
| 1978     | Cleveland Cavaliers | 2  | -  | 34,5 | 37,0 | -   | 93,8 | 4,0 | 2,5 | 1,0 | 0,5 | 17,5 |
| Carriera | Carriera            | 18 | -  | 23,6 | 42,6 | -   | 69,1 | 2,3 | 2,3 | 0,6 | 0,3 | 11,8 |

## Palmarès
- NCAA AP Player of the Year (1971)
- NCAA Naismith Men's College Player of the Year Award (1971)
- NCAA AP All-America First Team (1971)
- NCAA AP All-America Second Team (1970)
- NBA All-Rookie First Team (1972)
- NBA All-Star (1974)